# Skyline (Yann Tiersen)
Skyline è il settimo album discografico in studio del musicista francese Yann Tiersen, pubblicato nel 2011 in Europa e nel 2012 nel Nord America.

## Tracce
Testi e musiche di Yann Tiersen.
1. Another Shore – 4:54
2. I'm Gonna Live Anyhow – 3:48
3. Monuments – 3:53
4. The Gutter – 4:03
5. Exit 25 Block 20 – 3:28
6. Hesitation Wound – 4:11
7. Forgive Me – 5:56
8. The Trial – 5:53
9. Vanishing Point – 4:09

## Formazione
- Yann Tiersen - piano, basso, chitarra, synth, batteria, voce, mellotron, archi, glockenspiel, fisarmonica, vibrafono, marimba, bouzouki, mandolino, marimba
- Dave Collingwood – batteria tracce: 1, 3-5, 7, 8
- Stéphane Bouvier – clarinetto traccia 1
- Gaëlle Kerrien – voce traccia 4
- Matt Elliott – voce traccia 5
- Syd Matters – voce traccia 7
- Lionel Laquerrière – voce traccia 8
- Neil Turpin – voce traccia 8
- Robin Allender – voce traccia 8
- Stéphane Bouvier – voce traccia 8
- Ólavur Jákupsson – voce traccia 8
- Daniel James  – voce traccia 9
- Efterklang – voce traccia 9
- Heather Woods – voce traccia 9
- Peter Broderick – voce traccia 9